# Bastarni

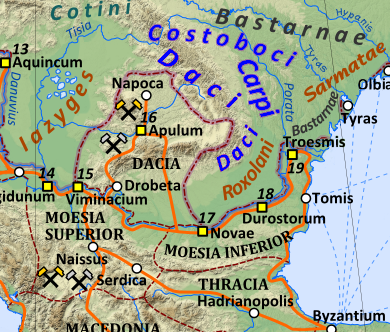
Hartă a Daciei Romane în anul 125, care indică amplasarea bastarnilor, împărțiți în două grupuri. Grupul mai mic, care popula Delta Dunării și împrejurimile sale de nord, a fost cunoscut sub numele de peucini.

Bastarnii erau un popor germanic, originar din centrul Europei. Spre sfârșitul secolului II î.Hr., bastarnii s-au strămutat pe teritoriul de azi al Moldovei (Romania) si al Republicii Moldova, până la Dunăre și Marea Neagră. Munții Moldovei erau cunoscuți geografilor antici sub numele Alpes Bastarnici.
Prima mențiune a bastarnilor datează din jurul anului 200 î.Hr., când geograful Demetrios din Callatis, descriind ținuturile de la nord de gurile Dunării, îi întâlnește aici, „veniți din alte părți”. Istoricul Trogus Pompeius relatează despre luptele dintre bastarni și daci. Învinși la început și pedepsiți din această cauză de regele lor, Oroles, să îndeplinească îndatoriri ce reveneau femeilor, dacii au sfârșit prin a-i învinge pe noii veniți. Deși nu se știe precis când au avut loc aceste evenimente, este cert că Burebista a fost cel care a pus capăt „episodului bastarnic” din istoria Daciei.
În contrast cu momentul Oroles, două alte episoade ulterioare îi prezintă pe bastarni în aceeași tabără cu dacii. Așa s-a întâmplat în 61 î.Hr., când bastarnii sosiți în ajutotul geților sud-dunăreni au înfrânt sub zidurile catății Histria oastea romană condusă de proconsulul Gaius Antonius Hybrida. Treizeci și doi de ani mai târziu, victoria a fost însă a romanilor, iar bastarnii, pierzându-și regele Deldon pe câmpul de luptă, au fost nevoiți să se retragă la nord de Dunăre. Faptul că Crassus, comandantul legiunilor învingătoare, a continuat războiul contra regilor geți din Dobrogea, Dapyx și Zyraxes, dovedește că aceștia fuseseră aliați cu bastarnii. De altfel, potrivit lui Dio Cassius, în reședința lui Zyraxes de la Genucla se aflau steagurile luate de la Gaius Antonius Hybrida, în bătălia de lângă Histria.
După victoria lui Crassus, bastarnii au pierdut șansa de a se menține în prim planul istoriei regionale. De aici înainte, hegemonia lumii „barbare” de la nord de Dunărea de jos, a aparținut pe rând dacilor, sarmaților, carpilor și goților.
În cele din urmă, în jurul anului 282 d.Hr. împăratul Probus i-a învins pe bastarni și a strămutat o sută de mii dintre ei la sud de Dunăre, în imperiu. Aceasta este ultima menționare a bastarnilor în izvoarele istorice.

## Istoric

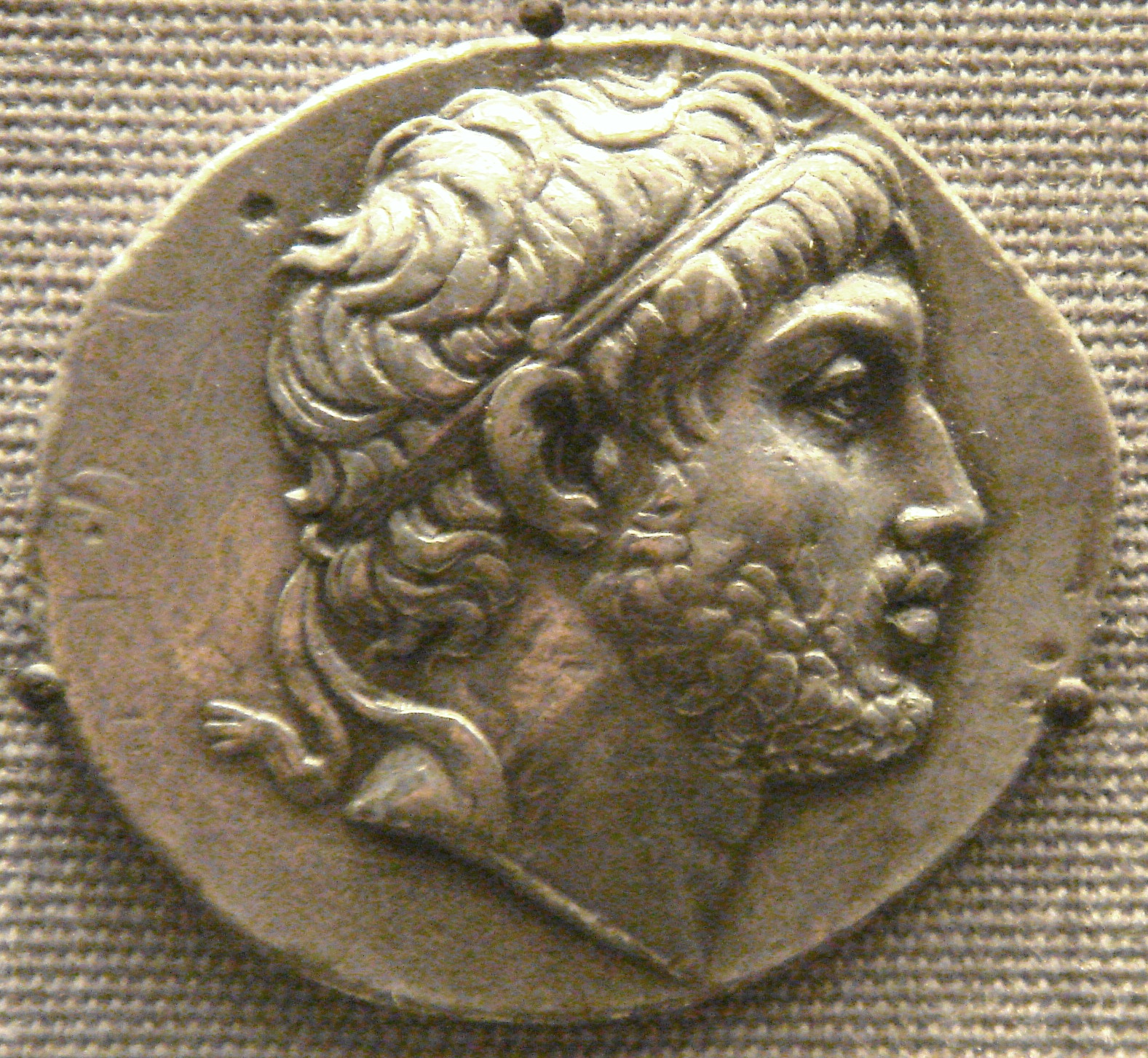
Filip al V-lea al Macedoniei, pe care bastarnii l-au sprijinit împotriva romanilor

Bastarnii s-au așezat în nordul Moldovei la începutul secolului II î.Hr. Strabon menționează în lucrarea să trei neamuri bastarnice: peucinii, atmonii și sidonii. 
Între 182-180 î.Hr., se situau în zona gurilor Dunării. În această perioadă vor fi recrutați de Filip al V-lea, regele Macedoniei, care le-a promis ținutul locuit de dardani în schimbul sprijinului în lupta împotriva romanilor.  Astfel, în 179 i.en., Clondicus, conducătorul bastarnilor, a condus o expediție la sud de Dunăre. Bastarnii vor ajunge prea târziu pentru a-l ajuta pe Filip. 
Conform lui Trogus Pompeius, bastarnii se vor lupta de două ori cu regele dacilor, Oroles. Bastarnii s-au inflitrat și în Transilvania, la Morești fiind descoperită o așezare cu ceramică bastarnică. 
Bastarnii au sprijinit coaliția antiromană a regelui Mithridates al VI-lea Eupator, în 73 î.Hr., participând la luptele pentru portul Calcedon, unde ar fi murit 20 000 de soldați. 
În 61 î.Hr., au sprijinit locuitorii Histriei în lupta împotriva guvernatorului Macedoniei, Antonius Hybrida.
Între 29-28 î.Hr., bastarnii, conduși de regele Deldo, au pătruns în Moesia. În bătălia de pe râul Cebros sunt înfrânți de Marcus Licinius Crassus și aliatul lui, regele geților Rholes, conform lui Cassius Dio. 
Cam în jurul anilor 30-20 î.Hr. cultura materială a bastarnilor dispare. Cu toate acestea, bastarnii vor continua să fie menționați până în secolul al III-lea. Acest fapt ar putea fi cauzat de confuzia dintre alte culturi germanice din zonă și bastarni, romanii nefăcând diferența între aceștia.
Aceștia au participat la războaiele daco-romane, căci figurează pe Columna lui Traian și pe monumentul de la Adamclisi.
Ultima mențiune a bastarnilor ar fi fost în timpul domniei lui Dioclețian, aceștia fiind printre popoarele cu care împăratul roman s-ar fi confruntat.

## Cultură materială
Țară lor de origine era între Oder și Elba. Au migrat policentric, și apoi succesiv, coborând pe Vistula, Nistru și Nipru. 
Se găsesc elemente de cultură materială bastarnică Poienești-Lucășeuca, precum și așezări la Ghelăiești, Botoșana, Lozna, Târpești, necropole ce constau în 259 de morminte la Poienești, 150 de morminte la Boroșești, precum și în Dolineni. 
S-au găsit obiecte de ceramică neagră, lustruită, cu buza fatetada și torți de formă literei X, cățeii de vatră, fibule de tip pomeranian, coliere în formă de coroană.

## Viață spirituală
Bastarnii practicau incineratia, depunând în urnă oasele incinerate sau în groapă. Mormintele erau de plan rotund sau oval, iar inventarele funerare erau modeste, ce constau în obiecte de ceramică cu urme de ardere secundară. Mormintele bărbaților nu prea aveau inventar, doar în trei morminte fiind găsite arme, în rest doar brice și pumnale. 
Inventarul mormintelor de femei cuprinde fibule, mărgele din sticlă, brățări. 